# فلاديسلاف الثاني ملك بوهيميا
فلاديسلاف الثاني ولد مابين 1110إلى 1118 وتوفي في سنة 1174 وكان ملك بوهيميا منذ سنة 1158 وتنازل عن العرش في سنة 1172 . وكان قد تزوج مرتين. وقد شارك في الحملة الصليبية الثانية وبفضل صداقته مع فريدريك الأول بربروسا انتخب ملك لبوهيميا سنة 1158.